# Engelberto III di Mark
Engelberto III di Mark (in tedesco Engelbert III. von der Mark (Köln)), (verso il 1304 – Colonia, 25 agosto 1368) è stato un arcivescovo cattolico tedesco, fu vescovo di Liegi dal 1345 al 1364 e il terzo arcivescovo di Colonia di nome Engelberto, dal 1364 fino alla sua morte.

## Origine
Secondo la Genealogia Comitum de Marka, Engelberto era il figlio secondogenito del conte della contea di Mark, Engelberto II e della moglie, la Signora d'Arenberg, Matilde d'Arenberg († 18 marzo 1328), che ancora secondo la Genealogia Comitum de Marka era figlia di Giovanni d'Arenberg e di Caterina di Jülich, sorella di Gerardo VI di Jülich; secondo la nota 1 del documento nº 757 del Urkundenbuch für die Geschichte des Niederrheins, Volume 2, datato 1281, Giovanni d'Arenberg era figlio del signore d'Arenberg, Gerardo burgravio di Colonia e di Matilde di Holte (Methildis nobilis matrona domina de Holthe, relicta quondam nobilis viri domini Gerardi Burgravii Coloniensis domini de Areberg).

Secondo la Chronica Comitum de Marka, Engelberto II de la Marca, era il figlio primogenito del conte di Mark, Eberardo I e della prima moglie, Ermengarda di Berg, figlia del conte di Berg, Adolfo IV e della moglie, Margherita di Hochstaden, la nipote di Corrado di Hochstaden.

## Biografia
Engelberto, da giovane, fu avviato alla carriera ecclesiastica.
Secondo la Chronica Comitum de Marka, suo padre, Engelberto II de la Marca, nel 1326, si recò presso la curia pontificia ad Avignone ed ottenne per Egelberto la nomina a prevosto e la carica di coadiuvatore dell'arcidiocesi di Colonia (preposituram Bobardiensem et chor-episcopatum Colonienem).
Suo padre, Engelberto II morì il 18  luglio 1328, e fu sepolto nel monastero di Fröndenberg; a Engelberto II, nella Contea di Mark, succedette Adolfo, il figlio primogenito, come Adolfo II, mentre nella Signoria d'Arenberg gli succedette il figlio terzogenito, Eberardo, come Eberardo I.
Tramite l'influenza di suo zio, Adolphe de la Marck, vescovo di Liegi, divenne prevosto di Liegi nel 1332.
Ancora secondo la Chronica Comitum de Marka, suo zio, Adolphe de la Marck, nel 1344, morì a Liegi, dove venne sepolto; Engelberto, con l'approvazione del re di Francia, Filippo VI di Valois, fu nominato vescovo di Liegi da papa Clemente VI, e, dopo le festività di Pasqua del 1345, entrò in Liegi, dove fu accolto con onore.
Tra il 1346 ed il 1347, Engelberto dovette contrastare tumulti e sollevazioni dei propri sudditi; Engelberto riuscì ad avere la meglio sui rivoltosi, anche con l'aiuto del duca di Brabante, Giovanni III, si arrivò ad un trattato di pace, di cui Giovanni III fu garante.
Nel 1362, dopo la morte dell'Arcivescovo di Colonia, Wilhelm von Gennep, cercò di diventare arcivescovo di Colonia, ma suo nipote, il vescovo di Münster, Adolfo di Mark riuscì a farsi eleggere, nel 1363.
Comunque dopo le dimissioni del nipote, l'anno successivo, Engelberto venne nominato Arcivescovo di Colonia nel 1364 da papa Urbano V dimettendosi da vescovo di Liegi.
Engelberto si ammalò gravemente subito dopo aver preso possesso della diocesi e, spinto dal capitolo della cattedrale di Colonia, accettò, nel 1366, un coadiutore che fu scelto nella persona di Kuno von Falkenstein già arcivescovo di Treviri.
Engelberto morì il 25 agosto 1368 e fu sepolto nella Kreuzkapelle del Duomo di Colonia.

## Discendenza
Di Engelberto non si conosce alcuna discendenza.

## Ascendenza
|                           |                    |                               | Genitori                       |  |  | Nonni |  |  | Bisnonni                    |  |  | Trisnonni               |  |
|                           |                    |                               |                                |  |  |       |  |  | Engelberto I, conte di Mark |  |  | Adolfo I, conte di Mark |  |
|                           |                    |                               |                                |  |  |       |  |  | Engelberto I, conte di Mark |  |  | Adolfo I, conte di Mark |  |
|                           |                    | Ermengarda di Gheldria        |                                |  |  |       |  |  | Engelberto I, conte di Mark |  |  |                         |  |
| Eberardo I, conte di Mark |                    |                               |                                |  |  |       |  |  | Engelberto I, conte di Mark |  |  |                         |  |
|                           |                    | Cunegonda di Blieskastel      | …                              |  |  |       |  |  |                             |  |  |                         |  |
|                           |                    | Cunegonda di Blieskastel      | …                              |  |  |       |  |  |                             |  |  |                         |  |
|                           |                    | Cunegonda di Blieskastel      | …                              |  |  |       |  |  |                             |  |  |                         |  |
| Engelberto II de la Marca |                    | Cunegonda di Blieskastel      |                                |  |  |       |  |  |                             |  |  |                         |  |
|                           |                    | Adolfo IV di Berg             | Enrico IV di Limburgo          |  |  |       |  |  |                             |  |  |                         |  |
|                           |                    | Adolfo IV di Berg             | Enrico IV di Limburgo          |  |  |       |  |  |                             |  |  |                         |  |
|                           |                    | Adolfo IV di Berg             | Ermengarda di Berg             |  |  |       |  |  |                             |  |  |                         |  |
| Ermengarda di Berg        |                    | Adolfo IV di Berg             |                                |  |  |       |  |  |                             |  |  |                         |  |
|                           |                    | Margherita di Hochstaden      | Lotario I di Hochstaden        |  |  |       |  |  |                             |  |  |                         |  |
|                           |                    | Margherita di Hochstaden      | Lotario I di Hochstaden        |  |  |       |  |  |                             |  |  |                         |  |
|                           |                    | Margherita di Hochstaden      | Matilde di Vianden             |  |  |       |  |  |                             |  |  |                         |  |
| Engelberto III di Mark    |                    | Margherita di Hochstaden      |                                |  |  |       |  |  |                             |  |  |                         |  |
|                           | Gerardo d'Arenberg | …                             |                                |  |  |       |  |  |                             |  |  |                         |  |
|                           | Gerardo d'Arenberg | …                             |                                |  |  |       |  |  |                             |  |  |                         |  |
|                           | Gerardo d'Arenberg | …                             |                                |  |  |       |  |  |                             |  |  |                         |  |
| Giovanni d'Arenberg       | Gerardo d'Arenberg |                               |                                |  |  |       |  |  |                             |  |  |                         |  |
|                           |                    | Matilde di Holte              | …                              |  |  |       |  |  |                             |  |  |                         |  |
|                           |                    | Matilde di Holte              | …                              |  |  |       |  |  |                             |  |  |                         |  |
|                           |                    | Matilde di Holte              | …                              |  |  |       |  |  |                             |  |  |                         |  |
| Matilde d'Arenberg        |                    | Matilde di Holte              |                                |  |  |       |  |  |                             |  |  |                         |  |
|                           |                    | Guglielmo IV, conte di Jülich | Guglielmo III, conte di Jülich |  |  |       |  |  |                             |  |  |                         |  |
|                           |                    | Guglielmo IV, conte di Jülich | Guglielmo III, conte di Jülich |  |  |       |  |  |                             |  |  |                         |  |
|                           |                    | Guglielmo IV, conte di Jülich | Matilde di Limburgo            |  |  |       |  |  |                             |  |  |                         |  |
| Caterina di Jülich        |                    | Guglielmo IV, conte di Jülich |                                |  |  |       |  |  |                             |  |  |                         |  |
|                           |                    | Riccarda di Gheldria          | Gerardo III di Gheldria        |  |  |       |  |  |                             |  |  |                         |  |
|                           |                    | Riccarda di Gheldria          | Gerardo III di Gheldria        |  |  |       |  |  |                             |  |  |                         |  |
|                           |                    | Riccarda di Gheldria          | Margherita di Brabante         |  |  |       |  |  |                             |  |  |                         |  |
|                           |                    | Riccarda di Gheldria          |                                |  |  |       |  |  |                             |  |  |                         |  |

### Fonti primarie
- (LA)  Urkundenbuch für die Geschichte des Niederrheins, Volume 2.
- (LA)  Monumenta Germaniae Historica, tomus XXIII.
- (LA)  Monumenta Germaniae Historica, Scriptores rerum Germanicarum, Nova series, tomus VI.

### Letteratura storiografica
- (LA)  (DE)  Levold's von Northof Chronik der Grafen von der Mark und der Erzbischöfe.